# فابریزیو فرون
فابریزیو فرون (انگلیسی: Fabrizio Ferron؛ زادهٔ ۵ سپتامبر ۱۹۶۵) بازیکن فوتبال اهل ایتالیا است.
از باشگاه‌هایی که در آن بازی کرده‌است می‌توان به باشگاه فوتبال هلاس ورونا، باشگاه فوتبال اینتر میلان، باشگاه فوتبال آ.ث. میلان، باشگاه فوتبال بولونیا، باشگاه فوتبال سمپدوریا، باشگاه فوتبال آتالانتا، و باشگاه فوتبال کومو اشاره کرد.